# Usain Bolt
Usain St. Leo Bolt (Sherwood Content, 1986. augusztus 21. –) nyolcszoros olimpiai és tizenegyszeres világbajnok jamaicai atléta, rövidtávfutó, a 100 és a 200 méteres síkfutás világcsúcstartója.

## Sportpályafutása
2002-ben a kingstoni junior világbajnokságon minden idők legfiatalabb aranyérmese volt. 2004-ben ő volt az első junior, aki 20 másodpercen belül futotta a 200 métert. A felnőttek közé 2007-ben robbant be, először megdöntötte a 37 éve fennálló jamaicai rekordot, majd az oszakai világbajnokságon ezüstérmet szerzett 200 méteren Tyson Gay mögött. 2008. május 3-án 9,76 mp alatt futotta le a 100 métert egy jamaicai versenyen, akkor ez volt a világ második legjobb ideje ezen a távon, a honfitárs Asafa Powell után. 2008. május 31-én, élete ötödik felnőtt 100 méteres versenyén megdöntötte Powell világcsúcsát egy 9,72 másodperces idővel.
A pekingi olimpiára a 100 és a 200 méter fő favoritjaként érkezett. A 100 m-es döntőben 9,69-es idővel megdöntötte saját világcsúcsát, tette ezt úgy, hogy az utolsó métereket széttárt karokkal, kiengedve futotta le biztos győzelme tudatában, mindezt ráadásul kioldódott cipőfűzővel és hátszél nélkül. 200 méteren megdöntötte Michael Johnson atlantai világcsúcsát 19,30-as idővel, több mint fél másodpercet verve mindenkire. Ezzel ő lett az első atléta, aki egy olimpián világcsúccsal nyerte meg mindkét sprintszámot.
A 4 × 100-as váltóban Jamaica fölényesen győzött új világcsúcsot futva, miután a nagy rivális Amerikai Egyesült Államok elrontotta a váltást, és kiesett az elődöntőben.
Usain Bolt 9,58 mp-es, kimagasló világcsúccsal nyerte a férfi 100 méteres síkfutást a 2009-es berlini atlétikai világbajnokságon (a szintén általa tartott addigi rekordot több mint egy tized másodperccel megdöntve). Az amerikai Tyson Gay 9,71-dal lett második, a szintén jamaicai Asafa Powell 9,84-dal harmadik. A 200 méteres síkfutást is világcsúccsal nyerte, a korábbi rekordján 11 század másodpercet javítva, 19,19-es eredménnyel. A fölényét jelzi, hogy a 2. helyezett panamai Alonso Edward 62 századmásodperccel mögötte, 19,81-dal ért célba. A harmadik helyen az amerikai Wallace Spearmon végzett 19,85-dal.
A 2012-es londoni olimpián 9,63-as időeredménnyel első helyezett lett a 100 méteres síkfutásban. 200 méteren 19,32-es idővel szintén első helyen végzett, így ő az egyetlen, aki meg tudta védeni olimpiai bajnoki címét 100 és 200 méteren is. Honfitársaival, Yohan Blake-el, Nesta Carterrel és Michael Fraterrel világcsúccsal nyerték a férfi 4 × 100 m-es síkfutást.
A 2016-os rioi olimpián 9,81 mp-es idővel harmadik alkalommal nyert olimpiai aranyérmet a 100 m-es távon, amivel az egyetlen síkfutó a világon, aki három olimpiai győzelmet mondhat magának ebben a versenyszámban. A riói olimpián is triplázott és megnyerte a 200 méteres síkfutás döntőjét és a férfi 4x100 méteres váltófutás döntőjét is a jamaicai váltó (Asafa Powell, Yohan Blake, Nickel Ashmeade, Usain Bolt) tagjaként.
Bolt 2017. januárjában közölte, hogy visszaküldte a Nemzetközi Olimpiai Bizottságnak a 4x100 méteren 2008-ban, Pekingben nyert olimpiai aranyérmét, amelytől csapattársa, Nesta Carter pozitív doppingtesztje miatt fosztották meg a jamaicai váltót. Így Bolt már "csak" nyolcszoros olimpiai bajnoknak vallhatja magát.
A 11-szeres világbajnok hazai búcsúfellépésén, a 2017. június 10-re kiírt kingstoni Racers Grand Prix-en, nem tudott részt venni, ehelyett a 2017-es londoni világbajnokságra összpontosított és ott tervezett méltó búcsút atlétikai karrierjének a közönségkedvenc sportember. Nem sikerült azonban úgy, ahogy tervezte, mert a vb-n 100 méteren bronzérmet szerzett, majd a 4x100 méteres váltóban utolsó emberként megsérült, így ott nem is ért célba.

## Egyéni legjobbjai
| Táv   | Idő                | Időpont             | Helyszín |
| ----- | ------------------ | ------------------- | -------- |
| 100 m | 9,58 (világcsúcs)  | 2009. augusztus 16. | Berlin   |
| 200 m | 19,19 (világcsúcs) | 2009. augusztus 20. | Berlin   |
| 400 m | 45,28              | 2007. május 5.      | Kingston |